# Тлумацький деканат
Тлумацький деканат УГКЦ — релігійна структура УГКЦ, що діє на території Івано-Франківської области України.

## Історія
Відновлено в 1990 році декан Тлумацького протопресвітеріату Володимир Війтишин очолював деканат з 1990 до 2003. З 2003 року деканат очолює Нітрат Павло Дутчак.

## Декани
Ігнатій Дзерович 1871—1883
Іван Партицький 1884—1898
Порфирій Ступницький 1898—1926
Ярослав Майковський 1926-?

## Парафії деканату
| Парафії        | Населені пункти                                         | Парохи                        |
| -------------- | ------------------------------------------------------- | ----------------------------- |
| село Антонівка | церква св. Дмитрія 1903 року                            | Василь Палюга                 |
| село Братишів  | церква Успення Пресвятої Діви Марії                     | Іван Гуцуляк                  |
| село Гостів    | церква св. Юрія Переможця 1989 року                     | Володимир Майданчук           |
| село Гринівці  | церква Різдва Пресвятої Діви Марії 1995 року            | Микола Притула                |
| село Грушка    | церква Перенесення мощей св. Миколая 2012 року          | Тарас Гушулей                 |
| село Діброва   | церква Успіння Пресвятої Діви Марії                     | Олег Легкодух                 |
| село Колінці   | церква Успення Пресвятої Діви Марії 2005 року           | Микола Притула                |
| село Королівка | церква Успення Пресвятої Діви Марії 1926 року           | Богдан Буржмінський           |
| село Локітка   | церква Царя Христа                                      | Сергій Козак                  |
| село Надорожна | церква Вознесіння Господа нашого Ісуса Христа 1806 року | Сергій Козак                  |
| село Нижнів    | церква Введення у Храм Пр. Богородиці 1872 року         | Андрій Сем'янчук              |
| село Нижнів    | церква Св. Арх. Михайла 1755 року                       | Василь Палюга                 |
| село Новосілка | церква Різдва Пресвятої Діви Марії 1872 року            | Євстахій Гасяк                |
| село Остриня   | церква св. Миколая 1884 року                            | Олег Легкодух                 |
| село Палагичі  | церква Св. Арх. Михайла 1895 року                       | Володимир Медвідь,            |
| село Петрилів  | церква свв. Косьми і Дам᾽яна 1889 року                  | Євстахій Гасяк                |
| село Попелів   | церква свв. ап. Петра і Павла                           | Іван Федорчук                 |
| село Прибилів  | церква Преображення Господа нашого Ісуса Христа         | Микола Римчук                 |
| село Тарасівка | церква Покрову Пресвятої Діви Марії                     | Михайло Могила                |
| місто Тлумач   | церква Пресвятої Тройці                                 | Павло Дутчак                  |
| місто Тлумач   | церква Царя Христа                                      | Микола Притула, Тарас Гушулей |

## Шематизм з 1990
| Священник              | Біографія | Парафія   | Додаткова інформація       |
| ---------------------- | --- | --------- | -------------------------- |
| о. Володимир Майданчук | | Гостів    | На парафії з 1994          |
| о. Петро Скрипник      | 22.06.1957 р.н с. Микитинці 23.01.1994 р. дияконські свячення 27.03.1994 р. ієрейські свячення Висвятив: Єпископ о. Павло Василик 29.11.2022 р. помер Поховання: Підпечери | Гостів    | На парафії ?               |
| о. Михайло Халабарчук  | 14.05.1971 р.н. с. Яківка Грудень 2005 ієрейські свячення Висвятив: Єпископ о. Миколай Сімкайло Помер: 29.01.2019 Поховання с. Яківка                                      | Гринівці  | на парафії з 2005 по 2019  |
| о. Михайло Халабарчук  | 14.05.1971 р.н. с. Яківка Грудень 2005 ієрейські свячення Висвятив: Єпископ о. Миколай Сімкайло Помер: 29.01.2019 Поховання с. Яківка                                      | Грушка    | на парафії з 2017 по 2019  |
| о. Михайло Халабарчук  | 14.05.1971 р.н. с. Яківка Грудень 2005 ієрейські свячення Висвятив: Єпископ о. Миколай Сімкайло Помер: 29.01.2019 Поховання с. Яківка                                      | Тлумач    | на парафії ?               |
| о. Ігор Плетенчук      | 30.09.1955 р.н с. Брод, Крайсноярський край 1990 р. ієрейські свячення Висвятив: Єпископ о. Павло Василик Помер: 02.06.2017 р. Поховання: с. Крихівці                      | Грушка    | На парафії: з 1990 по 2017 |
| о. Сергій Козак        | 10.01.1974 р.н. с. Гринівці 26.08.2001 р. ієрейські свячення Висвятив: Єпископ о. Павло Василик Помер: 24.08.2020 р. Поховання: с. Гринівці                                | Петрилів  | На параії з 2001 по 2010   |
| о. Сергій Козак        | 10.01.1974 р.н. с. Гринівці 26.08.2001 р. ієрейські свячення Висвятив: Єпископ о. Павло Василик Помер: 24.08.2020 р. Поховання: с. Гринівці                                | Локітка   | На парафії з 2010 по 2020  |
| о. Руслан Пасічний     | 12.09.1976 р.н.м. Тисмениця 11.02.1997 р. ієрейські свячення 16.03.2018 р. помер Поховання м. Тисмениця                                                                    | Попелів   |                            |
| о. Руслан Пасічний     | 12.09.1976 р.н.м. Тисмениця 11.02.1997 р. ієрейські свячення 16.03.2018 р. помер Поховання м. Тисмениця                                                                    | Вікняни   |                            |
| о. Руслан Пасічний     | 12.09.1976 р.н.м. Тисмениця 11.02.1997 р. ієрейські свячення 16.03.2018 р. помер Поховання м. Тисмениця                                                                    | Локітка   | На парафії з ? по 2010     |
| о. Руслан Пасічний     | 12.09.1976 р.н.м. Тисмениця 11.02.1997 р. ієрейські свячення 16.03.2018 р. помер Поховання м. Тисмениця                                                                    | Нижнів    | На парафії з ? по 2012     |
| о. Микола Притула      | ?. р.н. с. Хотимир | Колінці   |                            |
| о. Богдан Буржмінський | 1975 р.н. | Королівка |                            |
| о. Володимир Війтишин  | | Тарасівка |                            |
| о. Петро Третяк        | |           |                            |
| о. Іван Гуцуляк        | |           |                            |
| о. Іван Бойко          | 07.08.1948 р.н. м. Яремче 09.03.1974 р. ієрейські свячення Висвятив: Володимир Стернюк Помер 08.03.2022                                                                    | Гостів    | На парафії з 1989 по 1994  |
| о. Богдан Шкурган      | 07.03.1929 р.н. с. Долішнє Залуччя 1960 р. ієрейські свячення 20.11.2020 р. помер                                                                                          | Нижнів    | На парафіх з ? по 2012     |